# Mutator
Mutator es un largometraje estadounidense de género fantástico, dirigido por John R. Bowey y protagonizado por Brion James. Supuso la primera aparición en la pantalla de la actriz Embeth Davidtz.

## Argumento
La empresa Tigen Corporation trata de esconder los resultados de un experimento genético de desastrosas consecuencias; se rumorea que los ejemplares escaparon, algunos de los empleados han desaparecido. Un grupo de defensores de los derechos de los animales, entre los que se encuentra Jennifer (Embeth Davidtz), hija del dueño de la empresa, protesta por el uso de animales en experimentos y planea irrumpir en las instalaciones para liberarlos. Al tiempo, un hombre llamado David Allen (Brion James) consigue un empleo como vigilante en las instalaciones...

## Producción
La película se rodó íntegramente en Sudáfrica, concretamente en la ciudad de Johannesburgo, con abundancia de equipo técnico sudafricano. La actriz Embeth Davidtz —de origen estadounidense, pero formada como actriz en el teatro en Sudáfrica— debutó en el cine con esta película.

## Reparto
| - Brion James ... David Allen - Carolyn Ann Clark ... Taylor - Milton Raphael Murill ... Travers - Brian O'Shaughnessy ... Axelrod - Nick Ashby ... Harper - Charles Comyn ... Harry - Embeth Davidtz ... Jennifer | - Lindsay Orbach ... Tina - Jurgen Hellberg ... Wade - Lyn Hooker ... Recepcionista - Greg Latter ... Murphy - Neil McCarthy ... Adam - Denis Smith ... Profesor |